# Thảm sát Hướng Điền
Thảm sát Hướng Điền là một sự kiện thảm sát xảy ngày tháng 7 năm 1955 tại địa phận thôn Tân Lập và Tân Hiệp, xã Hướng Điền, huyện Hướng Hóa (nay thuộc thôn A Đăng, xã Tà Rụt, huyện Đakrông), tỉnh Quảng Trị, Việt Nam làm thiệt mạng hơn 90 thường dân.

## Sự kiện được mô tả
Trong bức thư ngày 9 tháng 9 năm 1955 của Đại tướng Võ Nguyên Giáp, Tổng tư lệnh Quân đội Nhân dân Việt Nam gửi Đại sứ Manilal Jagdish Desai, Chủ tịch Ủy ban quốc tế giám sát và kiểm soát (International Commission for Control and Supervision - ICCS) ở Việt Nam, phản ánh sự vụ diễn ra như sau:
"Trong vụ thảm sát ở Tân Lập và Tân Hiệp tỉnh Quảng Trị, ngày 9 tháng 7 năm 1955, một tiểu đoàn của Ngô Đình Diệm đến vây bắt tất cả những người đàn ông, đàn bà và trẻ con của thôn Tân Lập gồm 37 người và giết chết, chiều hôm đó, bắt tất cả đàn ông ở thôn Tân Hiệp cộng 16 người đem giết chết ở thôn A - dang, sang ngày 14 tháng 7 bắt tất cả 15 người đàn bà ở thôn Tân Hiệp đem hiếp rồi giết chết ở khe A-chê, sang ngày 16 tháng 7 lùng bắt 3 người lớn còn sót lại và 15 trẻ em ở Tân Hiệp và đem giết chết ở bãi A-na. Tiếp đó, chùng còn lục và chặn các ngõ đường giết thêm một số nữa. Cho đến ngày 20 tháng 7, thì số người bị giết đã lên đến 92 người, trong đó có 31 trẻ em, 32 đàn bà ở hai thôn Tân Lập và Tân Hiệp là vùng du kích cũ trong thời kỳ kháng chiến".
Trong bức điện số 86/T.T.L ngày 6 tháng 3 năm 1959 gửi Đại sứ Shaukatullah Shah Ansari, Chủ tịch ICCS ở Việt Nam, tướng Giáp một lần nữa nhắc lại sự kiện này như sau: "Chính quyền Ngô Đình Diệm đã gây ra bao nhiêu tội ác đối với nhân dân miền Nam… có thể kể thêm… vụ triệt hạ hai thôn của xã Hướng Điền (Quảng Trị), hồi tháng 7 năm 1955, giết chết 92 người trong đó có cả 31 trẻ em và 32 phụ nữ".
Sự kiện này về sau cũng được một số tài liệu nhắc đến nhưng có sự khác biệt chi tiết:
- Sách "Miền Nam giữ vững thành đồng" chép sự kiện diễn ra nhiều đợt từ ngày 9 đến ngày 14 tháng 7 năm 1955, làm chết 92 người, chỉ còn 2 người ở 2 thôn còn sống sót.[4]
- Sách "Sức mạnh Việt Nam" cũng đề cập: "Hướng Điền (Quảng Trị) tháng 7 năm 1955, Mỹ - Nguỵ tàn sát 92 người, trong đó có 27 phụ nữ, 31 trẻ em, triệt hạ hoàn toàn hai thôn Tân Lập và Tân Hiệp".
- Sách "Địa chí Quảng Trị" (1996) ghi nhận nạn nhân của vụ thảm sát ở Hướng Điền (Hướng Hóa) là 94 người.

## Tưởng niệm
Ngày 12 tháng 7 năm 1996, Ủy ban Nhân dân tỉnh Quảng Trị ban hành Quyết định số 707/QĐ-UB xếp hạng di tích lịch sử vụ thảm sát Hướng Điền. Vị trí di tích vụ thảm sát được sát định thuộc địa phận hai thôn Tân Lập và Tân Hiệp, xã Tà Rụt, huyện Đakrông; cách Quốc lộ 14 khoảng 300m về phía Đông, trên đoạn đường từ km 47 đến km 49.